# Enteixinat

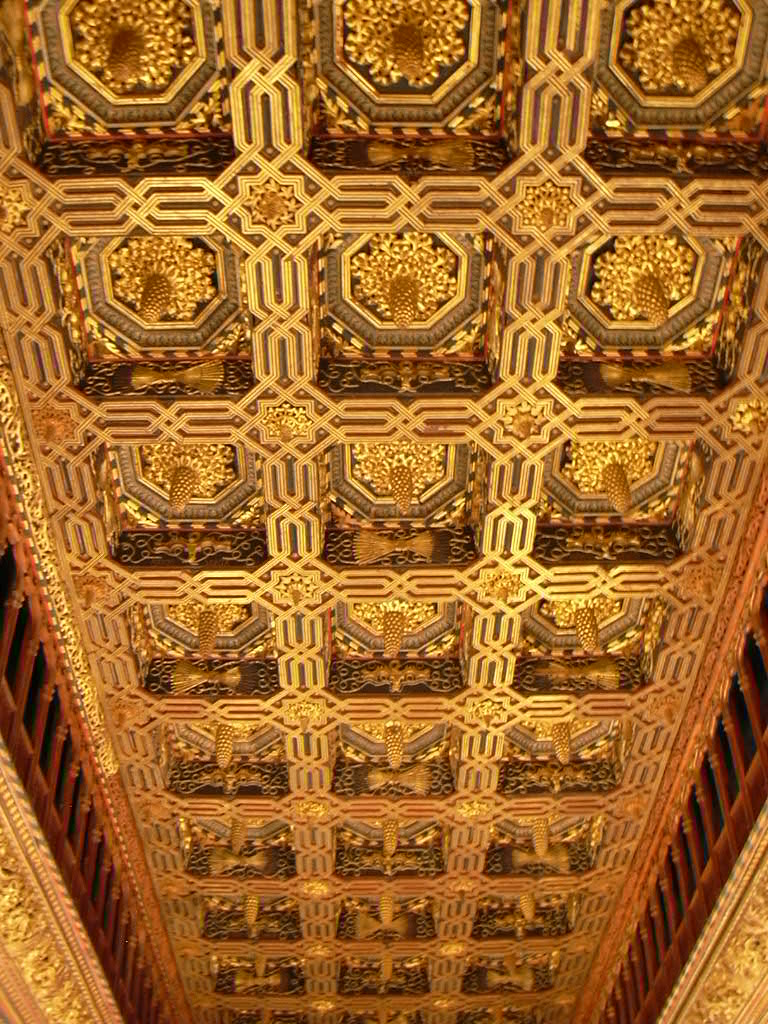
Enteixinat a La Aljafería de Saragossa

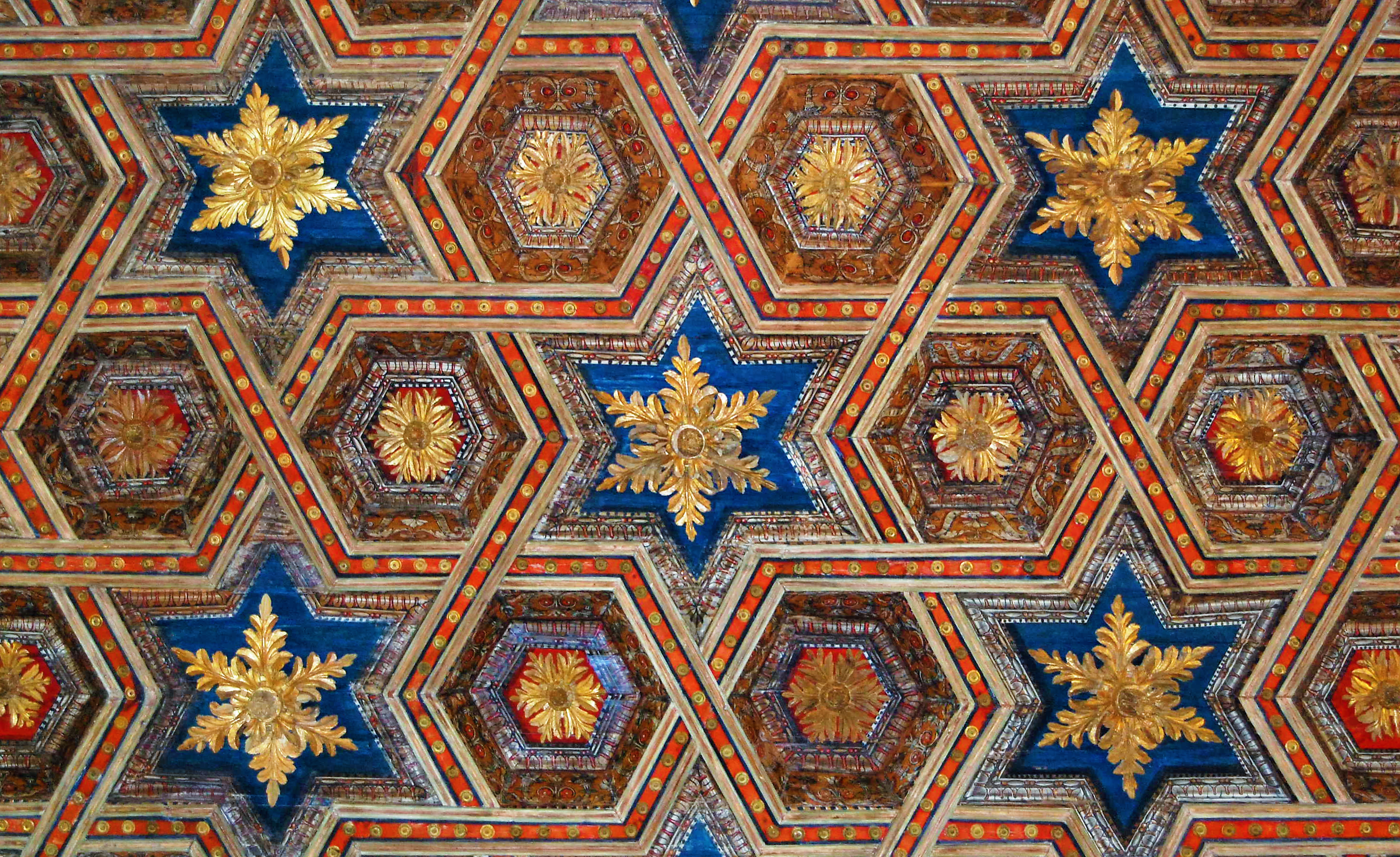
Detall de l'enteixinat del Paranimf de la Universitat d'Alcalá (1520).

 Enteixinat  o teginat es refereix a tota sostrada amb decoració de fusta, que resol els problemes estructurals dels edificis, i molt especialment la realització de forjats i armadures de sostres. Generalment estan formats per "cassetons", fustes o bigues situades en certs tipus de sostre en els quals els buits es cobrien amb ornamentació.
Es troben fonamentalment en l'arquitectura mudèjar i musulmana.
Destaquen els enteixinats de Los Alcázares de Sevilla, la sinagoga del Trànsit de Toledo, i els que existien en el palau dels ducs de Maqueda de Torrijos, part dels quals es troben en el Museu Arqueològic Nacional d'Espanya, així com al Regne Unit i als Estats Units.

## Als Països Catalans
- Palau Ducal de Gandia
- Consolat de Mar (Palma)
- Palau Episcopal d'Oriola
- Palau de la Generalitat de Catalunya
- Casa Pere Carreras i Robert
- Casa-Museu del Comtat
- Pati de l'Ambaixador Vich